# Cattedrale di Jaén
La cattedrale dell'Assunzione (in spagnolo: Catedral de la Asunción) che si trova in piazza Santa Maria, è il principale luogo di culto del comune di Jaén, in Spagna, sede vescovile dell'omonima diocesi.

## Storia
Dopo la demolizione della precedente chiesa gotica, che era stata anteriormente una moschea, si decise di costruire una nuova cattedrale. I lavori iniziarono nel 1494. Il cimborio di Diego Martinez crolla nel 1525 e da lì in avanti inizia un lungo restauro su progetto di Andrés de Vandelvira, che modificherà lo stile della chiesa .

## Arte

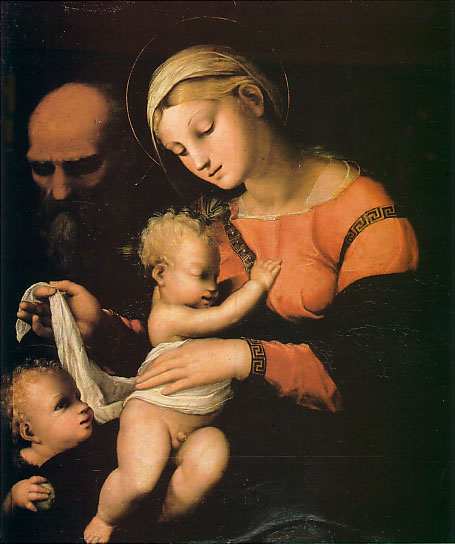
Dipinto della sacra Famiglia

All'interno si possono notare decorazioni di diversi stili, dal rinascimentale al barocco, e fino al neoclassico. Nelle navate laterali sono presenti quattordici cappelle che, sommate alle due che si trovano a fianco dell'altare principale, portano il totale a sedici.